# 520585 Saci
520585 Saci è un asteroide Amor. Scoperto nel 2014, presenta un'orbita caratterizzata da un semiasse maggiore pari a 1,602680 UA e da un'eccentricità di 0,266561, inclinata di 6,179056° rispetto all'eclittica.